# Theodor Steltzer
Theodor Steltzer (17 de Dezembro de 1885 - 27 de Outubro de 1967) foi um político da alemão (CDU) e Ministro-presidente do estado de Schleswig-Holstein (1946-1947).
Theodor nasceu em Trittau e faleceu em Munique.